# Робенешть
Робенешть, Робенешті (рум. Robănești) — комуна у повіті Долж в Румунії. До складу комуни входять такі села (дані про населення за 2002 рік):
- Божою (254 особи)
- Голфін (814 осіб)
- Лекріца-Маре (520 осіб)
- Лекріца-Міке (146 осіб)
- Робенештій-де-Жос (398 осіб) — адміністративний центр комуни
- Робенештій-де-Сус (665 осіб)

Комуна розташована на відстані 165 км на захід від Бухареста, 16 км на схід від Крайови.

## Населення
За даними перепису населення 2002 року у комуні проживали 2797 осіб.
Національний склад населення комуни:
| Національність | Кількість осіб | Відсоток |
| -------------- | -------------- | -------- |
| румуни         | 2790           | 99,7%    |
| цигани         | 7              | 0,3%     |

Рідною мовою назвали:
| Мова      | Кількість осіб | Відсоток |
| --------- | -------------- | -------- |
| румунська | 2790           | 99,7%    |
| циганська | 7              | 0,3%     |

Склад населення комуни за віросповіданням:
| Релігія       | Кількість осіб | Відсоток |
| ------------- | -------------- | -------- |
| православні   | 2771           | 99,1%    |
| п'ятдесятники | 25             | 0,9%     |

## Зовнішні посилання
- Дані про комуну Робенешть на сайті Ghidul Primăriilor